# Witalij Kaczanowski
Witalij Nikołajewicz Kaczanowski (ros. Виталий Николаевич Качановский, ur. 11 grudnia 1958 w Fastowie, zm. 14 grudnia 2020) – radziecki bokser, mistrz Europy z 1983.
Zwyciężył w kategorii półciężkiej (do 81 kg) na mistrzostwach Europy w 1983 w Warnie. Wygrał kolejno z Georgicą Donicim z Rumunii, Pero Tadiciem z Jugosławii i w finale z Pawłem Skrzeczem.
Był mistrzem ZSRR w wadze półciężkiej w 1986, wicemistrzem w tej kategorii w 1984 i 1985 oraz brązowym medalistą w
1982, 1983 i 1987.
Jest autorem książek „Żyzń kak trietij raund” i „Rossijskij sport: Nokaut ili nokdaun”. W 1983 otrzymał tytuł Zasłużonego Mistrza Sportu ZSRR.